# Национальный музей-заповедник Н. В. Гоголя

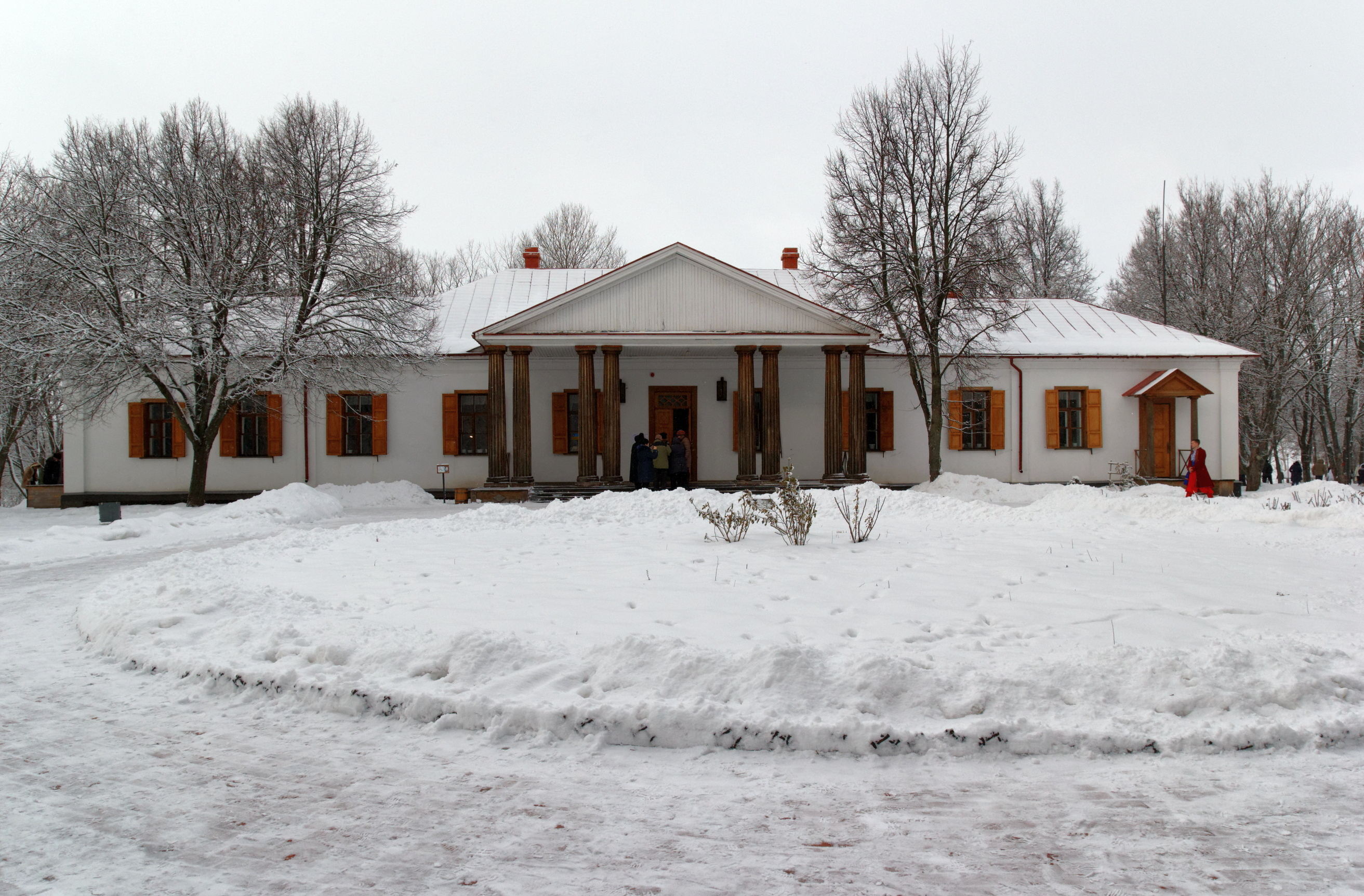
Усадьба Н. В. Гоголя

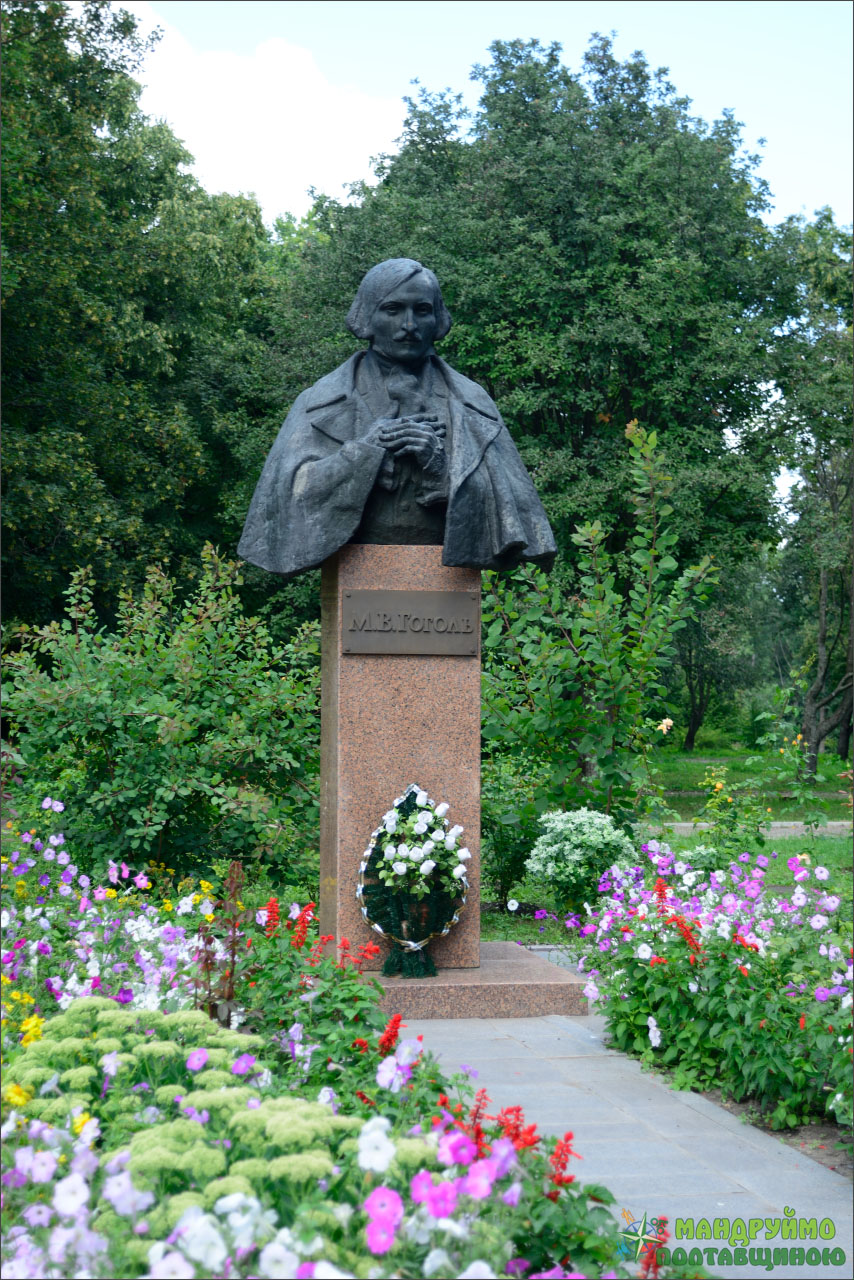
Памятник-бюст Н. В. Гоголя

Национальный музей-заповедник Н. В. Гоголя (укр. Національний музей-заповідник М.В. Гоголя) — комплекс архитектурных и ландшафтно-природных объектов, дающих представление об эпохе, в которой жил писатель Н. В. Гоголь. Расположен в бывшем в с. Васильевка (ныне Гоголево, Шишакского района, Полтавская область, Украина).
Заповедник является памятником архитектуры национального значения и внесён в Государственный реестр недвижимых памятников Украины.
В музее представлены:
- садово-парковый комплекс с малыми архитектурными формами, альтанка с гротом — «храм одиночества», беседка «Мечта»
- мемориальные ставки XIX века
- дом родителей писателя
- флигель с рабочим кабинетом Николая Гоголя
- личные вещи писателя

## История
Усадьба Гоголей-Яновских была основана в конце XVIII века на хуторе Купчинском, который через 4 года после свадьбы в 1781 г. получила как приданое бабушка Н. В. Гоголя Татьяна Семёновна Лизогуб (1743—1835). В начале XIX века хутор перешёл по наследству к родителям писателя, которые переименовали его в Васильевку — по имени отца — Василия Афанасьевича. При нём старый дом «в готическом вкусе» был перестроен в стиле классицизма, возведена церковь Рождества Богородицы, построен кирпичный завод, винокурня, водяная мельница, устроены пруды и распланирован парк. В родовом имении писатель провёл свои детские и юношеские годы, позже навещал родителей.
Во время Великой Отечественной войны село было почти полностью уничтожено. Была сожжена при отступлении гитлеровцев и усадьба (сохранилась лишь церковь и остатки школы).
В 1959 году к 150-летию со дня рождения Н. В. Гоголя была упорядочена могила родителей писателя, пруды, на месте дома установлен памятный обелиск, построена новая сельская двухэтажная школа, но при этом был нанесён непоправимый ущерб — снесена церковь Рождества Богородицы, расположенная напротив школы. В 1972-78 гг. на кафедре архитектуры и проектирования Полтавского инженерно-строительного института под руководством главного архитектора Полтавы Л. С. Вайнгорта начались научно-исследовательские и проектно-изыскательские работы, направленные на восстановление усадьбы Гоголей-Яновских.
В 1977 году было принято решение о создании на территории усадьбы литературно-мемориального заповедника. После многочисленных выступлений в печати и по телевидению соответствии с правительственным постановлением в 1979 году, началось возрождение усадьбы, а к 175-летию со дня рождения писателя в 1984 г. был открыт заповедник-музей.
К 200-летию писателя в его усадьбе проведена масштабная реконструкция.